# Uragano Katrina
L'uragano Katrina è stato un uragano atlantico abbattutosi sugli Stati Uniti nell'agosto del 2005. È stato uno tra i cinque uragani più gravi della storia statunitense (il secondo più grave in termini di danni economici e uno dei più gravi dal punto di vista del numero di vittime).
È stato il sesto uragano atlantico più forte mai registrato e il terzo più forte che abbia mai raggiunto le coste degli Stati Uniti. Katrina si è formato il 23 agosto durante la stagione degli uragani atlantici ed ha causato devastazioni lungo buona parte della regione che comprende gli stati confinanti con il golfo del Messico, cioè la costa del Golfo del Messico. Le maggiori perdite di vite e di danni alle infrastrutture sono avvenuti a New Orleans (Louisiana), che è stata inondata quando il sistema di argini si è rivelato catastroficamente inutile, in molti casi ore dopo che la tempesta si è spostata verso l'interno. L'uragano ha causato gravi distruzioni attraverso l'intera costa del Mississippi e in Alabama, fino a 160 km dal centro della tempesta.
Originatosi alle Bahamas il 23 agosto 2005, ha attraversato il sud della Florida, inizialmente classificato come uragano di categoria 1, causando le prime vittime ed allagamenti, prima di rafforzarsi rapidamente nel golfo del Messico. La tempesta si è successivamente indebolita nel mattino del 29 agosto, nel sud della Louisiana, e poi al confine di stato tra Louisiana e Mississippi.
L'aumento del livello delle acque causato dall'onda di tempesta ha causato gravi danni lungo la costa del Golfo degli Stati Uniti, devastando le città del Mississippi Waveland, Bay St. Louis, Pass Christian, Long Beach, Gulfport, Biloxi, Ocean Springs e Pascagoula. In Louisiana, il sistema di prevenzione delle inondazioni non ha funzionato in più di 50 punti differenti. In quasi tutti gli argini dell'area metropolitana di New Orleans si sono create delle brecce non appena l'uragano Katrina è passato ad est della città, inondando conseguentemente l'80% dell'area metropolitana e molte aree delle vicine parrocchie per settimane.
Almeno 1836 persone hanno perso la vita a causa dell'uragano Katrina e per i conseguenti allagamenti causati, rendendolo il più grave negli Stati Uniti dal punto di vista del numero dei morti dopo l'uragano Okeechobee del 1928. Si stima che la tempesta abbia causato danni per 81,2 miliardi di dollari, diventando il più grave disastro naturale della storia degli Stati Uniti in termini economici. Il catastrofico fallimento della protezione contro le inondazioni a New Orleans ha portato a rivedere l'organigramma del corpo degli ingegneri dell'esercito, poiché questa agenzia era l'unica, per mandato del Congresso, ad avere la responsabilità della progettazione e della realizzazione del sistema di protezione.
Diffuse sono state anche le critiche alla reazione dei governi federale, statali e locali, che hanno portato ad una investigazione da parte del Congresso degli Stati Uniti ed alle dimissioni di Michael D. Brown, direttore della Federal Emergency Management Agency. Al contrario, il National Hurricane Center e il National Weather Service sono stati largamente encomiati per le loro previsioni accurate.

## Storia della tempesta

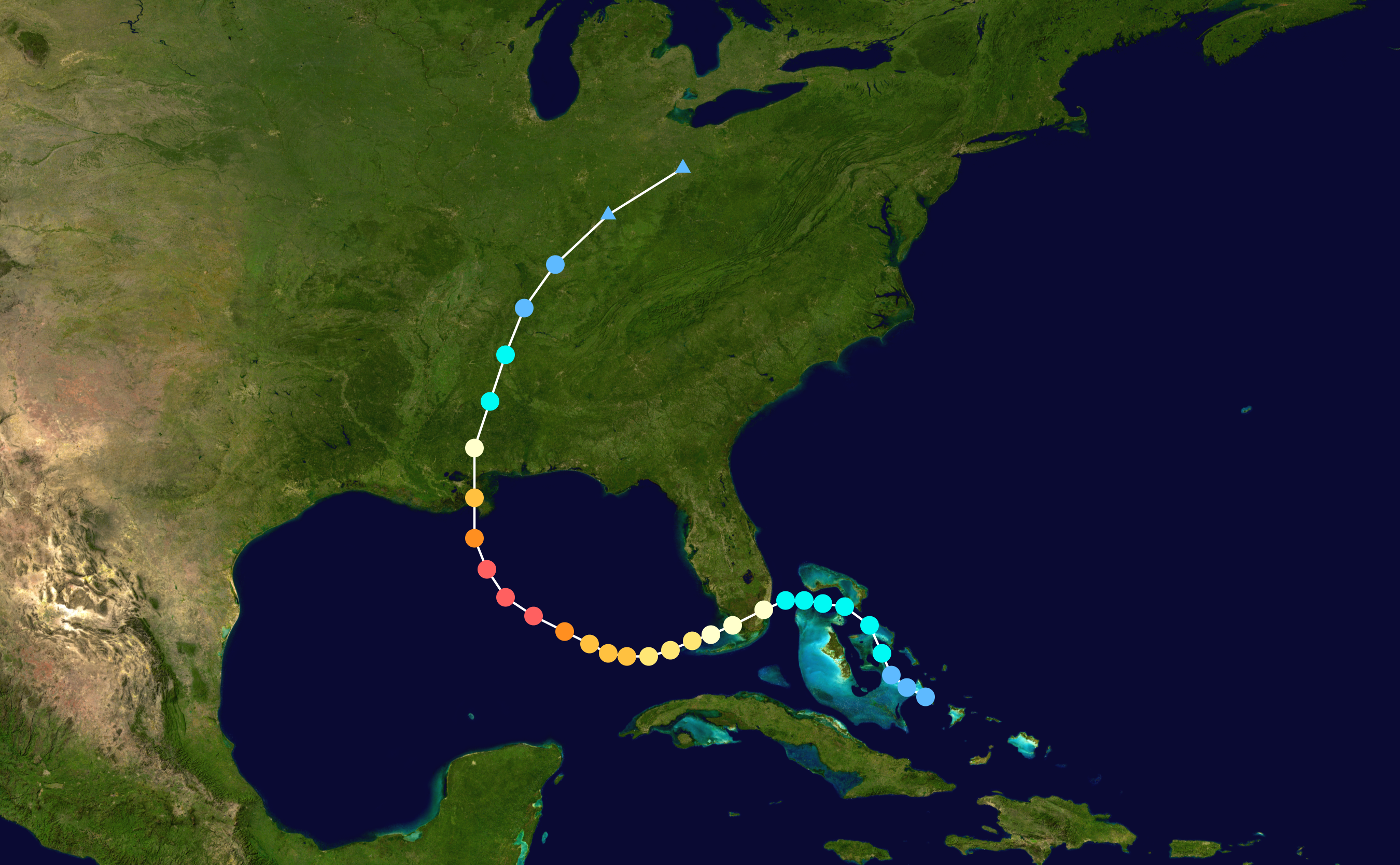
Percorso della tempesta

L'uragano Katrina si è formato come depressione tropicale dodici sopra la parte sudorientale delle Bahamas il 23 agosto 2005 come risultato dell'interazione di un'onda tropicale con i resti della depressione tropicale dieci (la numerazione del sistema fu oggetto di dibattito tra gli esperti; a tale depressione tropicale fu assegnato un nuovo numero in quanto, adiacente ai resti della depressione tropicale dieci, il 20 agosto 2005, si stava formando un nuovo sistema depressionario che successivamente si fuse assieme alla depressione tropicale dodici). Il sistema è stato promosso allo status di tempesta tropicale la mattina del 24 agosto e a questo punto alla tempesta è stato dato il nome di Katrina. La tempesta tropicale ha continuato a muoversi verso la Florida, ed è diventato uragano solo due ore prima di giungere sulla terraferma tra Hallandale Beach e il Golfo del Messico.
La tempesta si è rapidamente intensificata dopo l'ingresso nel golfo, in parte a causa del movimento della tempesta sulle acque calde della Loop Current. Il 27 agosto, la tempesta ha raggiunto l'intensità categoria 3 sulla scala Saffir-Simpson, diventando il terzo uragano maggiore della stagione. Un ricambio del ciclo del centro del ciclone ha interrotto l'intensificazione, ma ha causato il raddoppiamento delle dimensioni della tempesta. Katrina si è di nuovo rapidamente intensificato, raggiungendo categoria 5 la mattina del 28 agosto e raggiungendo il suo picco alle 1:00 p.m. CDT dello stesso giorno, con venti massimi sostenuti di 280 km/h ed una pressione atmosferica centrale minima di 902 mbar. La pressione misurata ha fatto di Katrina il quarto più intenso uragano atlantico registrato fino ad allora (un record successivamente battuto dall'uragano Rita).
Katrina è atterrato per la seconda volta alle 6:10 a.m. CDT del 29 agosto come uragano di categoria 3 con venti sostenuti di 205 km/h vicino a Buras-Triumph (Louisiana). Sulla terraferma, i venti dell'uragano soffiavano dal centro verso l'esterno a 190 km/h e la pressione nel centro della tempesta era di 920 mbar. Dopo essersi mosso oltre il sud-est della Louisiana e Breton Sound, è approdato per la terza volta vicino al confine tra Louisiana e Mississippi con venti sostenuti a 195 km/h, ancora con intensità di categoria 3.
Katrina ha ben mantenuto la forza di uragano nel Mississippi, ma dopo si è indebolito, perdendo infine la sua forza di uragano a più di 240 km nell'entroterra vicino Meridian (Mississippi). È stato degradato a depressione tropicale nei pressi di Clarksville (Tennessee), ma i suoi resti erano ancora distinguibili nella parte orientale della regione dei Grandi Laghi il 31 agosto, quando è stato assorbito da un fronte freddo. La tempesta extratropicale risultante si è mossa rapidamente a nord-est ed ha raggiunto la parte orientale del Canada.

## Preparativi

### Governo federale
Alle 10 CDT (15:00 UTC) della mattina del 26 agosto, Katrina si è rafforzato raggiungendo categoria 3 nel Golfo del Messico. Più tardi, nel pomeriggio, l'NHC (il National Hurricane Center) si è reso conto che Katrina si era già rivolto verso Florida Panhandle e ha revisionato il precedente tracciato della tempesta previsto dalla Panhandle alla costa dello Stato del Mississippi. L'NHC ha emesso un'allerta per il sud-est della Louisiana, inclusa l'area di New Orleans, alle 10:00 CDT antimeridiane del 27 agosto. Quel pomeriggio, l'NHC ha esteso l'allerta alle zone costiere di Mississippi e Alabama, oltre che alla zona tra la costa della Louisiana alla Intracostal City.

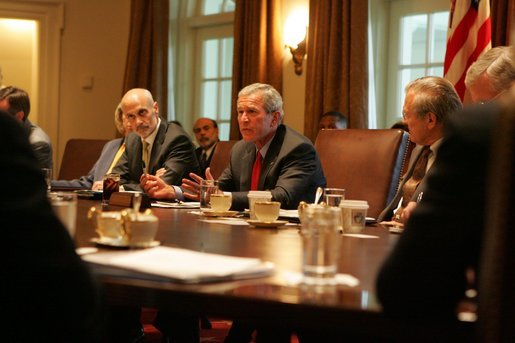
Affiancato da Michael Chertoff, segretario della sicurezza interna, a sinistra nella foto, e dal segretario alla difesa Donald Rumsfeld, l'ex Presidente degli Stati Uniti George W. Bush incontra i membri della White House Task Force on Hurricane Katrina Recovery il 31 agosto 2005, nella Cabinet Room della Casa Bianca.

La United States Coast Guard ha cominciato a posizionare le risorse logistiche oltre la zona d'impatto prevista a partire dal 26 agosto e ha attivato più di 400 riservisti. Gli equipaggi dell'Aviation Training Center hanno allestito un velivolo per il soccorso dal Texas alla Florida. Tutti i velivoli sono ritornati dal Golfo del Messico entro il pomeriggio del 29 agosto. Gli equipaggi dei velivoli, molti dei quali hanno perso le loro case durante l'uragano, hanno iniziato una corsa contro il tempo per soccorrere quanti avevano bisogno a New Orleans e lungo la zona costiera di Mississippi e Alabama.
Il Presidente George W. Bush ha dichiarato lo stato di emergenza in Louisiana, Alabama e Mississippi due giorni prima dell'arrivo dell'uragano sulla terraferma (queste dichiarazioni sono state in seguito oggetto di critiche, vedi sotto). Quella stessa mattina, l'NHC ha aumentato il livello di allerta per la zona da Morgan City (Louisiana) al confine tra Alabama e Florida, 12 ore dopo la prima dichiarazione, ed ha poi emanato un'allerta per tempesta tropicale per la parte occidentale della Florida Panhandle.
Durante la videoconferenza del Presidente il 28 e 29 agosto, il direttore del National Hurricane Center, in quel momento Max Mayfield, ha espresso preoccupazione sul fatto che Katrina potesse spingere la sua onda di tempesta oltre gli argini e i sistemi anti-inondazione della città. In una conferenza ha dichiarato:
(Max Mayfield)
Il 28 agosto, una volta che le dimensioni di Katrina sono state chiare, l'NHC ha esteso l'allerta per coprire la maggior parte della zona costiera della
Louisiana e una larga parte di Florida Panhandle. L'ufficio di New Orleans/Baton Rouge del National Weather Service ha emesso un pesante ed enfatico bollettino che ha previsto che l'area sarebbe stata "inabitabile per settimane" dopo il "devastante danno" causato da Katrina, che in quel momento rivaleggiava in intensità con l'uragano Camille dell'agosto 1969.
Evacuazioni volontarie e obbligate sono state istituite per vaste aree del sud-est della Louisiana, così come per le zone costiere di Mississippi e Alabama. Circa 1,2 milioni di residenti della Costa del Golfo sono stati coinvolti in ordini di evacuazione, volontari o obbligatori.

#### Dichiarazione dello stato di emergenza
In una seduta del 26 settembre 2005, a Michael Brown è stata posta una domanda dai membri repubblicani del Congresso circa la reazione dell'FEMA. Durante quella seduta, il Rappresentante Stephen Buyer (R-IN) ha chiesto il motivo per cui la dichiarazione dello stato di emergenza di Bush non ha incluso le parrocchie di Orleans, Jefferson, o Plaquemines (infatti, la dichiarazione non include nessuna delle parrocchie costiere della Louisiana, mentre erano state incluse le contee costiere del Mississippi e Alabama.) Brown ha affermato che il motivo era da imputarsi al fatto che la governatrice Blanco non aveva incluso queste parrocchie nella sua richiesta di aiuto iniziale, una decisione che Brown ha trovato "scioccante". Dopo la seduta, Blanco ha fatto pubblicare una copia della sua lettera, nella quale richiedeva assistenza per

### Costa del Golfo

Immagine radar dell'uragano Katrina che approda in Louisiana

Il 26 agosto, lo Stato del Mississippi ha attivato la sua Guardia nazionale in preparazione dell'arrivo della tempesta sulla terraferma. Inoltre, il governo statale ha attivato il suo Emergency Operations Center il giorno successivo, e i governi locali hanno iniziato ad emettere ordini di evacuazione. Entro le 7:00 EDT del 28 agosto, 11 contee e 11 città hanno emesso ordini di evacuazione, un numero che è salito a 41 contee e 61 città nella mattinata. Inoltre, 57 rifugi di emergenza sono stati approntati per le comunità delle zone costiere, con 31 rifugi addizionali disponibili all'apertura se necessario. Il piano di evacuazione della Louisiana chiama i governi locali delle aree lungo e vicino alla costa ad un'evacuazione in tre fasi, iniziando dalle zone più vicine all'acqua 50 ore prima che la tempesta tropicale la colpisca con la forza dei suoi venti. Le persone nelle aree designate dalla fase II iniziano l'evacuazione 40 ore prima, mentre le aree della fase III (tra cui New Orleans) 30 ore prima.
I molti privati che hanno contato sugli autobus delle compagnie e sui servizi di ambulanza per l'evacuazione non hanno potuto portare con loro carichi di cose salvate dalle case. La benzina e i mezzi degli autonoleggi sono terminati e molte forme di trasporto pubblico sono state chiuse ben prima che la tempesta arrivasse. Alcune stime affermano che l'80% degli 1,3 milioni di residenti nella Grande New Orleans hanno evacuato l'area, lasciando indietro sostanzialmente poche persone che sono rimaste in città durante l'evacuazione dell'uragano Ivan.
Entro domenica 28 agosto, la maggior parte delle infrastrutture lungo la Costa del Golfo sono state chiuse, così come è stato bloccato il traffico ferroviario della Canadian National Railway e della Amtrak nelle aree soggette ad evacuazione. È stata chiusa anche la Waterford Nuclear Generating Station. Il NHC ha mantenuto i livelli di allerta per le zone costiere fino al termine del 29 agosto, finché l'uragano Katrina non è stato sopra la parte centrale dello Stato del Mississippi.

### Area della Grande New Orleans

Sezione trasversale verticale di New Orleans che mostra l'altezza massima degli argini, 7 metri.

Prima del 26 agosto, la possibilità di un cataclisma senza alcun precedente era già stata considerata. Molti dei modelli elaborati al computer del percorso di Katrina, 250 km a ovest di Florida Panhandle, avevano posto la città di New Orleans nel centro del probabile percorso; la possibilità che fosse colpita direttamente era il 17%, salita al 29% prima del 28 agosto. Questo scenario è stato considerato una potenziale catastrofe, dato che l'80% della città di New Orleans e dell'area metropolitana nella costa sud è sotto il livello del mare insieme al lago Pontchartrain. Finché l'onda di tempesta prodotta dal quadrante destro del fronte dell'uragano (quello con i venti più forti) è stato previsto essere di 8 metri, le autorità che hanno gestito l'emergenza a New Orleans hanno avuto paura che l'onda di tempesta potesse far innalzare il livello delle acque fino a oltrepassare gli argini che proteggevano la città, causando una vasta inondazione. Questo rischio di devastazione era ben conosciuto; studi precedenti del FEMA e dell'Army Corps of Engineers avevano avvertito che se l'uragano avesse colpito direttamente New Orleans avrebbe portato una massiccia inondazione, causando migliaia di vittime per annegamento e a sofferenze per malattie e disidratazione a causa del lento ritiro delle acque dalla città.
Alla conferenza stampa delle 10:00 del 28 agosto, subito dopo che Katrina ha raggiunto categoria 5, il sindaco di New Orleans Ray Nagin ha ordinato l'evacuazione obbligatoria della città, definendo Katrina "una tempesta che molti di noi hanno a lungo temuto". Le autorità governative della città hanno inoltre stabilito numerosi rifugi per i cittadini che non hanno potuto lasciare la città, incluso l'enorme Louisiana Superdome, che ha dato ricovero ad approssimativamente 26 000 persone, ed hanno fornito cibo e acqua per molti giorni.

### Florida
Molte persone che vivono nell'area non sono state avvertite quando Katrina si è rafforzato in un giorno da tempesta tropicale a uragano ed ha colpito il sud della Florida vicino al confine tra le contee di Miami-Dade e Broward. L'uragano ha colpito tra le città di Aventura, nella contea di Miami-Dade, e Hallandale, nella contea di Broward, il 25 agosto 2005. Questo nonostante che le previsioni del National Hurricane Center (NHC) avessero correttamente preannunciato che Katrina si sarebbe intensificato diventando un uragano prima di approdare, e nonostante l'allerta fosse stata data rispettivamente circa 31 e 19 ore prima dell'arrivo, anche se l'obiettivo dei livelli di allerta previsti è stato solo di poco superiore, a 24 e 36 ore prima che l'evento si verificasse.
Il governatore della Florida Jeb Bush ha dichiarato lo stato di emergenza il 24 agosto, prima che l'uragano Katrina approdasse in Florida. I rifugi sono stati aperti e le scuole chiuse in molte contee nella parte meridionale dello Stato. Sono stati inoltre emanati un certo numero di ordini per le evacuazioni, principalmente volontarie, anche se un'evacuazione obbligatoria è stata ordinata per le case a rischio nella contea di Martin.

## Impatto
| Alabama                                       | 2      |
| Florida                                       | 14     |
| Georgia                                       | 2      |
| Kentucky                                      | 1      |
| Louisiana                                     | 1 577* |
| Mississippi                                   | 238    |
| Ohio                                          | 2      |
| Totale                                        | 1 836  |
| Dispersi                                      | 705    |
| *Inclusi gli evacuati al di fuori dello Stato |        |

Il 29 agosto, l'onda di tempesta di Katrina ha causato 53 differenti brecce negli argini attorno a New Orleans inondando l'80% della città. Nel giugno, un rapporto di esperti ha affermato che i due terzi delle inondazioni sono state causate da brecce negli argini. I canali di scolo e di navigazione hanno permesso all'acqua di fluire dal lago alle aree più basse della città e della Parrocchia di Saint Bernard.
L'onda di tempesta ha inoltre devastato le coste di Mississippi e Alabama, facendo di Katrina il disastro naturale più distruttivo e grave in termini di costi della storia degli Stati Uniti, e l'uragano che ha causato più morti dall'Uragano Okeechobee del 1928. In totale, il danno causato da Katrina è stimato in 81,2 miliardi (dollari statunitensi 2005), circa il doppio del record della precedente tempesta, l'uragano Andrew, tenendo conto dell'inflazione.
Al 19 maggio 2006, il totale delle vittime (somma delle vittime dirette ed indirette) è di 1 836, principalmente da Louisiana (1 577) e Mississippi (238). Tuttavia, 705 persone sono state registrate come disperse in Louisiana, e molti dei morti sono indiretti, ma è quasi impossibile determinare l'esatta causa di morte di alcune di queste vittime.
Secondo le dichiarazioni del governo federale degli Stati Uniti, il disastro ha coinvolto 233000 km² della superficie del suolo statunitense, un'area quasi grande come il Regno Unito. Si è stimato che l'uragano ha lasciato tre milioni di persone senza energia elettrica. Il 3 settembre 2005, il segretario del Dipartimento della sicurezza interna, Michael Chertoff, ha descritto le conseguenze dell'uragano Katrina come "probabilmente la peggiore catastrofe, o insieme di catastrofi" nella storia del paese, riferendosi all'uragano stesso oltre che all'inondazione di New Orleans.

### Sud della Florida e Cuba

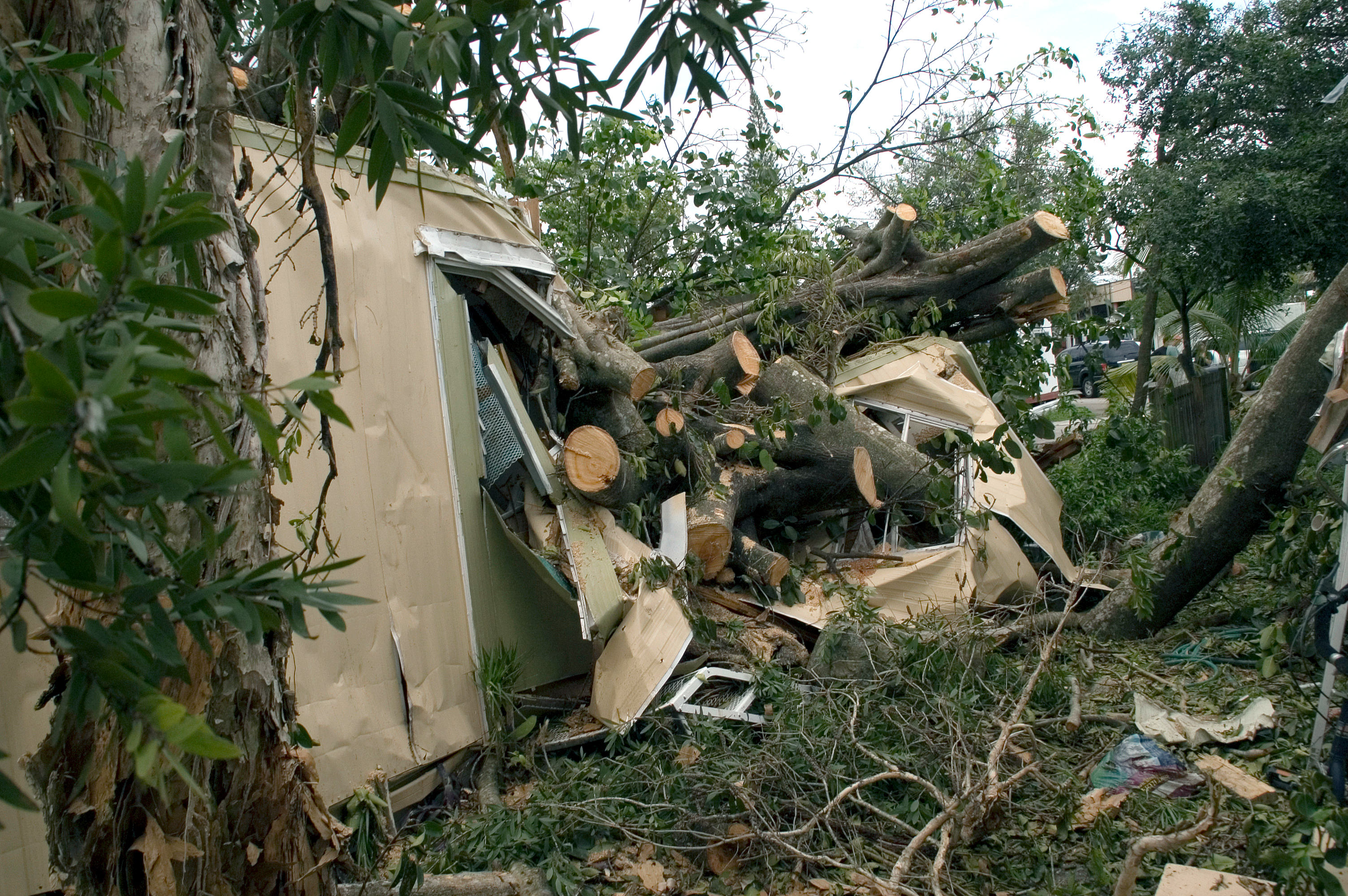
Danno ad una casa mobile a Davie, Florida in seguito all'uragano Katrina

L'uragano Katrina è approdato il 25 agosto 2005 nella Florida del sud, colpendola come uragano di categoria 1, con venti di 130 km/h. La pioggia in quei luoghi è stata abbondante ed ha superato i 350 mm a Homestead, Florida, e un'onda di tempesta di 90–150 cm è stata misurata in alcune zone della contea di Monroe. Più di un milione di utenti sono rimasti senza energia elettrica, e i danni in Florida sono stati stimati fra 1 e 2 miliardi di dollari, dove la maggior parte del danno è derivata dall'inondazione e dallo sradicamento degli alberi. In Florida sono state registrate 14 vittime in conseguenza del passaggio dell'uragano Katrina.
La maggior parte delle Florida Keys sono state colpite dalla forza dei venti di Katrina, il cui centro è passato a nord, con forti venti riportati nelle Dry Tortugas. Nelle isole anche la pioggia è stata abbondante, con 250 mm caduti a Key West, Florida. Il 26 agosto, un forte tornado F1 si è formato da un'altra fascia di pioggia di Katrina ed ha colpito Marathon. Il tornado ha danneggiato un hangar dell'aeroporto della città ed ha causato una stima di 5 milioni di dollari di danni.
Anche se l'uragano Katrina è passato molto a nord di Cuba, il 29 agosto ha portato venti con forza da tempesta tropicale e oltre 200 mm di pioggia nelle regioni occidentali dell'isola. Le linee telefoniche e le linee elettriche sono state danneggiate e all'incirca 8 000 persone sono state evacuate nella provincia di Pinar del Río. Secondo i report delle televisioni cubane, la città costiera di Surgidero de Batabanó è stata per il 90% sommersa dall'acqua.

### Louisiana

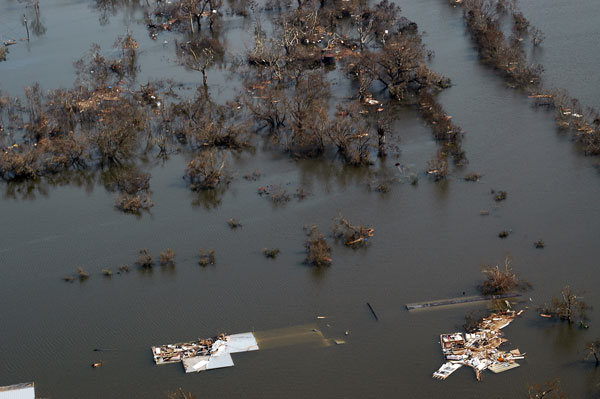
Inondazione a Venice, Louisiana

Il 29 agosto l'uragano Katrina è approdato vicino a Buras, Louisiana con venti a 205 km/h, come una forte tempesta di categoria 3. Tuttavia, poiché la sua forza è stata solo di poco inferiore alla categoria 4 e il raggio dei venti più veloci è stato largo, è possibile che venti sostenuti con forza di categoria 4 abbiano brevemente impattato con la parte estrema sud orientale della Louisiana. Nonostante l'onda di tempesta ad est del percorso dell'occhio del ciclone nel Mississippi è stata elevata, un'onda estremamente significativa ha colpito la costa della Louisiana. L'altezza dell'onda è incerta per mancanza di dati, anche se una misura della marea nella Parrocchia di Plaquemines ha indicato una differenza di altezza di 4,3 m ed un'onda di tempesta di 3 m è stata registrata a Grand Isle.
L'uragano Katrina ha inoltre causato in Louisiana forti precipitazioni, con 200–250 mm di pioggia caduti in una vasta zona della parte orientale dello Stato. Nell'area attorno a Slidell, le precipitazioni sono state le più elevate e la quantità di pioggia caduta mai registrata nello Stato è stata approssimativamente di 380 mm. Come risultato di precipitazioni e onda di tempesta, il livello del lago Pontchartrain è aumentato ed ha causato significanti inondazioni lungo la costa nordorientale, colpendo le comunità da Slidell fino a Mandeville. Numerosi ponti sono stati distrutti, incluso l'I-10 Twin Span Bridge, che connette Slidell a New Orleans. Quasi 900 000 persone in Louisiana sono rimaste senza energia elettrica a causa dell'uragano Katrina.
Saint Bernard Parish è stata inondata in seguito alla breccia creatasi negli argini che contenevano il canale di navigazione chiamato Mississippi River Gulf Outlet (MR-GO). La ricerca dei dispersi è stata lenta. Secondo un'intervista del New Orleans Times-Picayune, il coroner stava ancora provando a stilare una lista dei dispersi nel novembre 2005 dalla Croce Rossa. Mentre sulla lista c'erano alcune vittime i cui corpi sono stati trovati nelle proprie abitazioni, la maggior parte è stata rintracciata attraverso passaparola e registri delle carte di credito. Al dicembre 2005, la lista ufficiale dei dispersi nel distretto era costituita da 47 elementi.

#### New Orleans

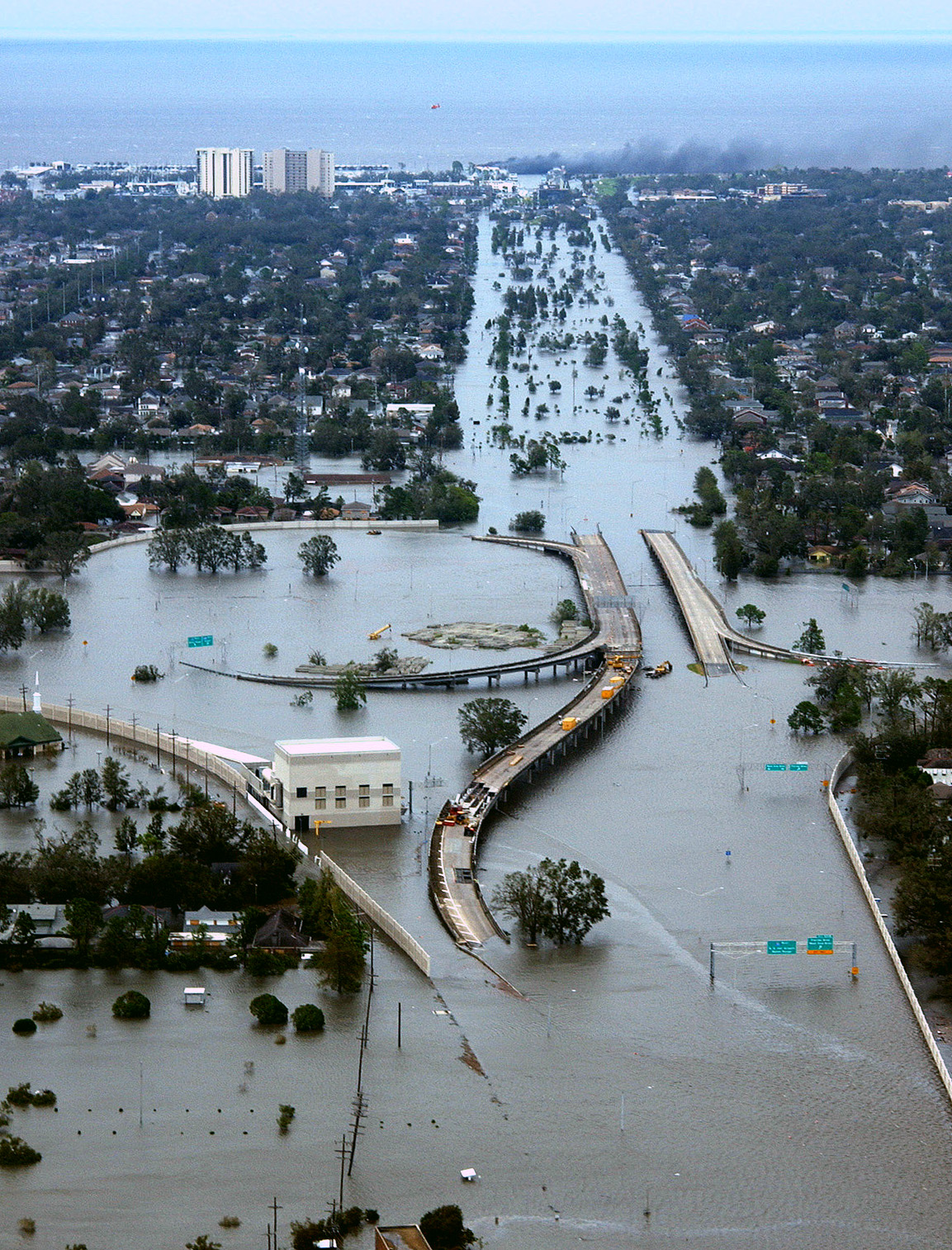
La via di comunicazione I-10/I-610/West End Blvd allagata e l'area circostante a nord-ovest di New Orleans e Metairie (Louisiana)

Mentre l'occhio dell'uragano Katrina si spostava in direzione nord-est, la città è stata soggetta a condizioni da uragano per ore. Anche se le interruzioni di energia impedivano la misurazione della velocità dei venti a New Orleans, c'erano alcune misurazioni della forza dei venti dell'uragano. Da queste, la NHC ha concluso che la maggior parte della città era soggetta a venti sostenuti di forza associati alla categoria 1 o 2.
L'onda di tempesta di Katrina si è insinuata fra 53 brecce nel sistema di argini a protezione dell'area metropolitana di New Orleans. Il sistema non è stato efficace a New Orleans e nelle comunità circostanti, in particolare nella Saint Bernard Parish. Il Mississippi River Gulf Outlet (MR-GO) ha avuto brecce nei suoi argini in approssimativamente 20 punti; le acque hanno inondato buona parte della parte orientale di New Orleans, la maggior parte di Saint Bernard Parish e la riva orientale della Parrocchia di Plaquemines. Le più ampie brecce nel sistema della città includono brecce nell'argine del 17th Street Canal, nel London Avenue Canal e nel largo, navigabile Industrial Canal, che hanno approssimativamente inondato l'80% della città.
La maggior parte delle strade principali che portano alla città sono state danneggiate. Le uniche vie di comunicazione che portavano fuori città erano la Crescent City Connection e il Huey P. Long Bridge in direzione ovest, mentre larga parte del ponte I-10 Twin Span Bridge in direzione est, verso Slidell (Louisiana), era collassato. Sia la Lake Pontchartrain Causeway che la Crescent City Connection erano utilizzate dal solo traffico di emergenza.
Il 29 agosto, alle 7:40 a.m. CDT, è stato riportato che la maggior parte delle finestre del lato nord dell'hotel Hyatt Regency New Orleans erano state spazzate via, e molti altri edifici presentavano ampi danni alle vetrate. L'Hyatt è stato l'hotel della città maggiormente danneggiato, con letti volati fuori dalle finestre. Il materiale isolante era esposto e le vetrate esterne dell'hotel erano completamente in frantumi.

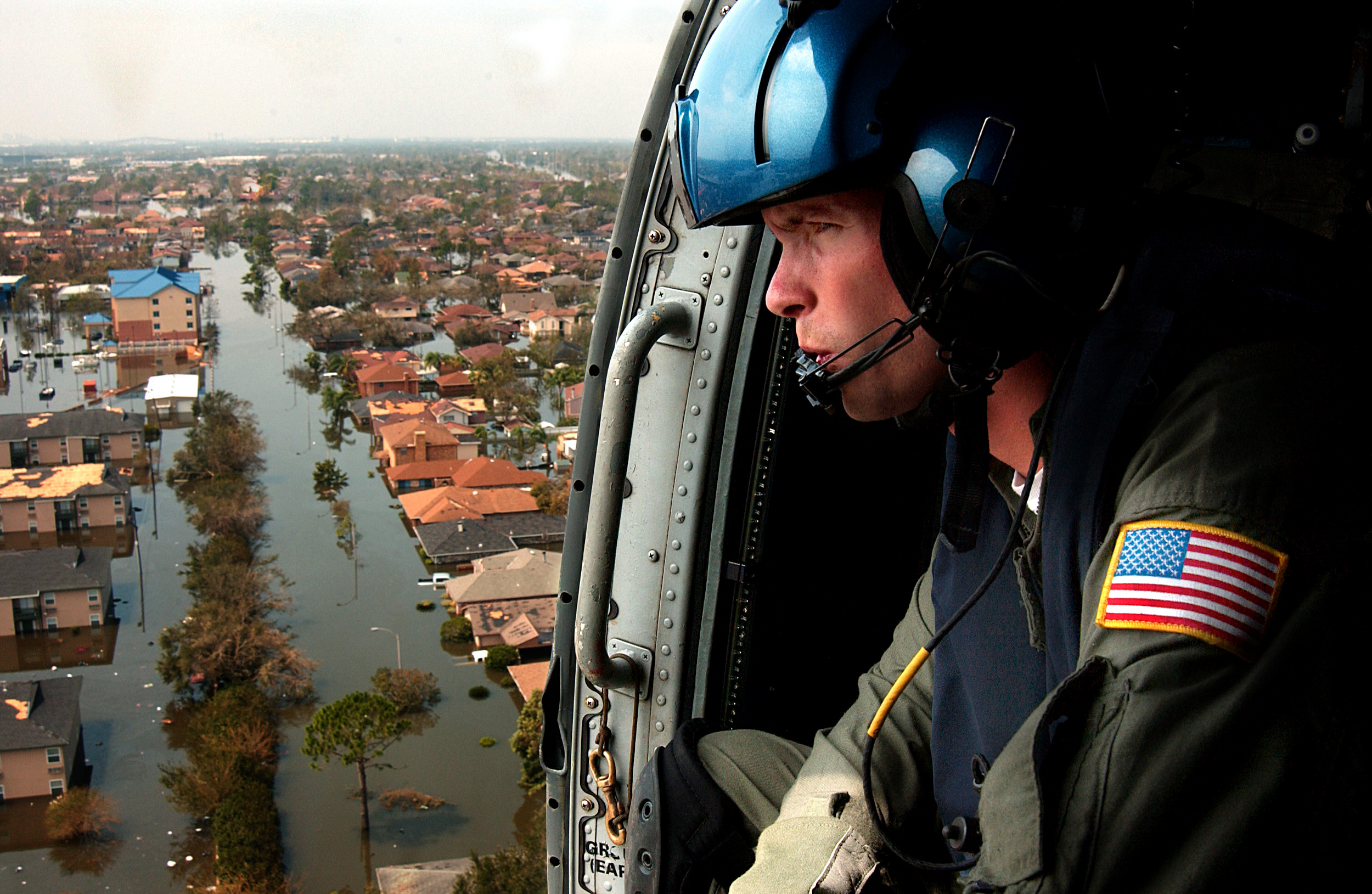
Un uomo della guardia costiera statunitense osserva alla ricerca di sopravvissuti a New Orleans dopo il passaggio di Katrina

Lo stadio Louisiana Superdome, meta di molte persone che non avevano evacuato la zona, ha ricevuto danni significativi. Due sezioni della copertura del Superdome sono state compromesse e la membrana impermeabile è stata strappata via. Il Louis Armstrong New Orleans International Airport è stato chiuso prima della tempesta e non si è allagato. Il 30 agosto, è stato riaperto per le operazioni di soccorso e salvataggio. Il traffico di passeggeri è stato limitatamente ristabilito il 13 settembre ed è tornato regolare ai primi di ottobre.
Le brecce nel sistema di protezione di New Orleans hanno causato inoltre numerosi morti, con oltre 700 cadaveri recuperati a New Orleans al 23 ottobre 2005. Alcuni sopravvissuti ed evacuati hanno raccontato di aver visto corpi per le strade della città, che galleggiavano nelle sezioni ancora allagate, specialmente nella parte orientale della città. L'avanzato stato di decomposizione dei cadaveri, alcuni dei quali rimasti nell'acqua o sotto il sole per giorni prima di essere recuperati, hanno ostacolato gli sforzi dei coroner nell'identificazione di molti dei morti.
I nomi dei deceduti sono stati resi noti brevemente prima della mezzanotte del 28 agosto. Tra le vittime tre pazienti sotto cure mediche a casa durante l'evacuazione a Baton Rouge, la maggior parte per disidratazione. Mentre dal Superdome giungevano notizie di numerosi decessi per il subbuglio, solo sei morti sono state confermate, quattro delle quali originate da cause naturali, una per overdose di droghe ed un suicidio. Al Convention Center sono stati recuperati quattro corpi; uno dei quattro si crede sia dovuto ad un omicidio.

### Mississippi

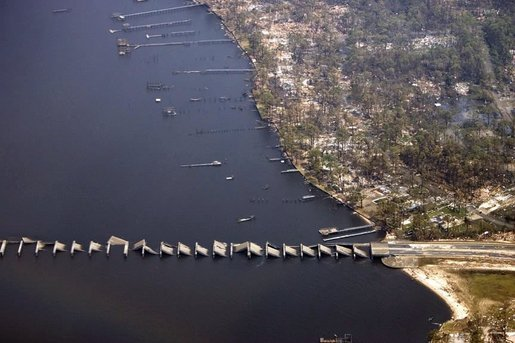
Il Bay St. Louis Bridge della U.S. Route 90 è stato distrutto da Katrina

La costa del Golfo del Messico ha subito danni per l'impatto dell'uragano Katrina a partire dal 29 agosto, con 238 persone decedute e 67 dispersi e miliardi di dollari di danni: ponti, chiatte, barche, pontili, case ed auto sono state investite dalle acque e portate verso l'interno.
Katrina ha viaggiato attraverso tutto lo Stato e, successivamente, tutte le 87 contee del Mississippi sono state dichiarate aree disastrate che necessitavano di assistenza federale, 47 per assistenza completa. Dopo essere inizialmente approdato brevemente in Louisiana, Katrina è approdato definitivamente vicino alla linea di confine fra i due stati, e l'occhio del ciclone è passato sopra le città di Bay Saint Louis e Waveland come uragano di categoria 3 con venti sostenuti di 195 km/h. Il potente quadrante del fronte destro di Katrina è passato sopra la costa occidentale e centrale del Mississippi, causando una potente onda di tempesta alta 8,2 m che è penetrata per 10 km nell'entroterra in molte aree e per 20 km lungo baie e fiumi; in alcune aree, l'onda ha attraversato l'Interstate 10 per diversi chilometri. L'uragano Katrina ha portato nel Mississippi forti venti, che hanno causato significativi danni agli alberi attraverso lo Stato. Il valore più alto registrato non ufficialmente per le folate di vento di Katrina è di 217 km/h a Poplarville, nella Pearl River County.

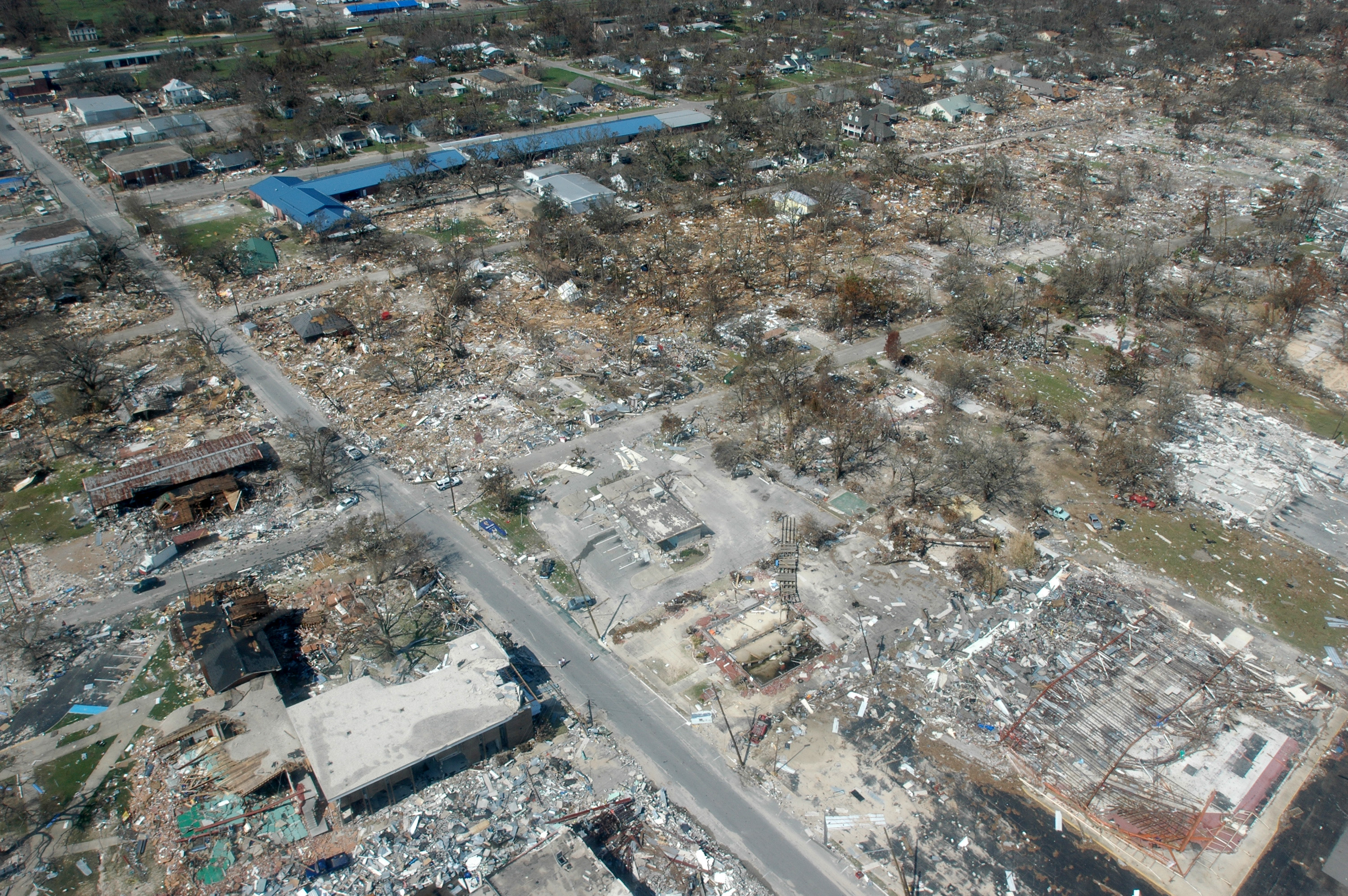
Danni a Long Beach (Mississippi) in seguito all'uragano Katrina

La tempesta ha portato inoltre pesanti precipitazioni con 200–250 mm di pioggia caduta nella parte sud-occidentale del Mississippi e 100 mm di pioggia in eccesso nella maggior parte dello Stato. Katrina ha causato undici tornado nel Mississippi il 29 agosto, alcuni dei quali hanno danneggiato alberi e linee elettriche.
Battuti da vento, pioggia e onda di tempesta, alcuni gruppi di case in prossimità della costa sono stati rasi al suolo. Stime preliminari dei pubblici ufficiali del Mississippi hanno calcolato che il 90% delle strutture entro mezzo chilometro dalla costa sono state completamente distrutte, e che le onde di tempesta sono penetrate per oltre 10 km nell'entroterra in parti della costa dello Stato. Un complesso di appartamenti con circa trenta residenti è collassato. Più di metà dei 13 casinò dello Stato, che navigavano su imbarcazioni per evitare le leggi sul gioco d'azzardo del Mississippi, sono state trasportate per metri verso l'interno dalle onde.
Numerosi strade e ponti sono stati spazzati via. Sulla U.S. Route 90 lungo la Costa del Golfo del Mississippi, due dei maggiori ponti sono stati completamente distrutti: il ponte Bay St. Louis - Pass Christian e il ponte Biloxi - Ocean Springs. Inoltre, la campata in direzione est del ponte I-10 sopra l'estuario del fiume Pascagoula è stata danneggiata; nelle settimane successive alla tempesta il traffico è stato limitato alle sole due corsie della campata rimasta.

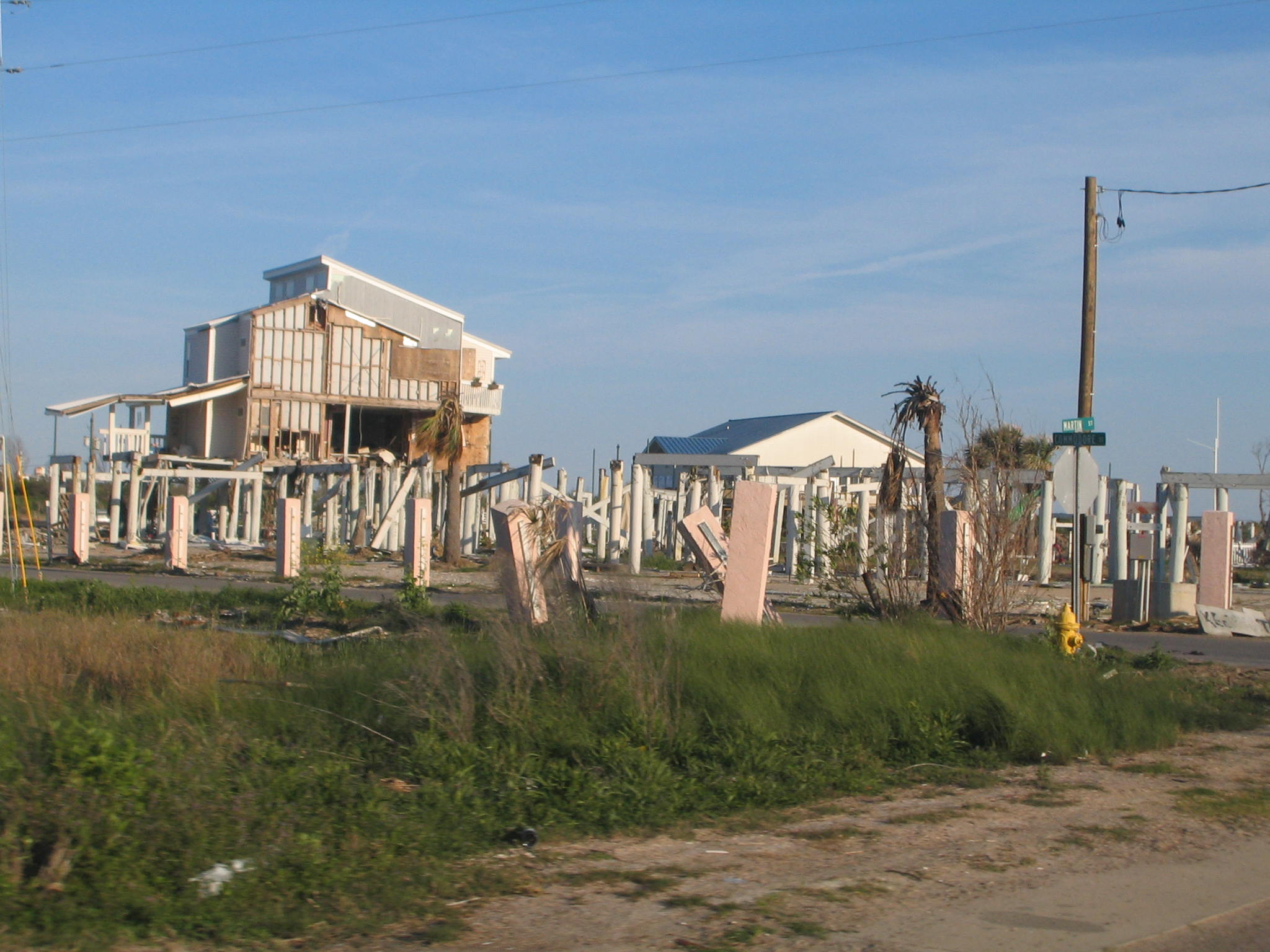
Danni causati dall'onda di tempesta a Pascagoula (Mississippi)

Tutte e tre le contee costiere dello Stato sono state gravemente colpite dalla tempesta. L'onda di tempesta di Katrina è stata la più estesa e la più alta che sia mai stata documentata nella storia degli Stati Uniti; vaste porzioni delle contee di Hancock, Harrison e Jackson sono state inondate dall'onda di tempesta, in tutti i casi avendo effetto sulle aree popolate. L'onda ha coperto quasi la metà inferiore di Hancock County, distruggendo le comunità costiere di Clermont Harbor e Waveland, oltre che buona parte di Bay St. Louis, ed ha fatto straripare il fiume Jourdan, allagando Kiln. Nella contea di Harrison, Pass Christian è stata completamente inondata, essendo situata lungo una stretta striscia di terra ad est lungo la costa che comprende le città di Long Beach e Gulfport; l'inondazione è stata più estesa in comunità come D'Iberville, che confina con Back Bay. Biloxi, su una penisola tra Back Bay e la costa, è stata particolarmente colpita, specialmente l'area Point Cadet, situata in un punto basso. In Jackson County, l'onda di tempesta ha fatto straripare l'estuario del fiume, le cui acque mischiate a quelle dell'onda hanno inondato la contea tagliandola in due. Oltre il 90% di Pascagoula, la città costiera più ad est del Mississippi, e circa 120 km ad est del punto in cui Katrina è approdato vicino al confine tra Louisiana e Mississippi, è stata allagata dall'onda di tempesta nel momento di maggior vigore della tempesta. Altre zone di Jackson County come Porteaux Bay e Gulf Hills sono state gravemente danneggiate, con vaste parti completamente distrutte, e St. Martin è stata duramente colpita; anche Ocean Springs, Moss Point, Gautier e Escatawpa hanno subito gravi danni a causa dell'onda.
Gli ufficiali della Mississippi Emergency Management Agency hanno registrato anche decessi nelle contee di Forrest, Hinds, Warren e Leake. Più di 900 000 persone nello Stato hanno subito l'interruzione della erogazione di energia elettrica.

### Sud-est degli Stati Uniti

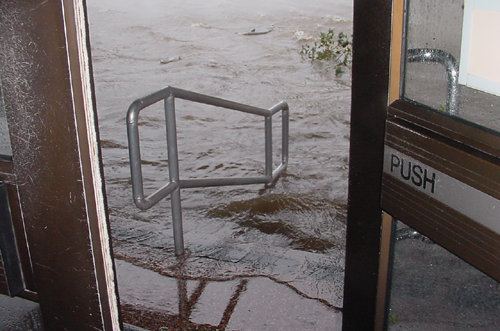
Mobile (Alabama): le acque nel centro della città lambiscono gli scalini che portano alla Federal Courthouse di Mobile il 29 agosto 2005

Sebbene l'uragano Katrina sia approdato principalmente ad ovest, anche Alabama e Florida Panhandle sono state colpite dalla forza dei venti della tempesta tropicale e da un'onda di tempesta variabile tra i 5 e i 3 metri attorno alla Mobile Bay. Venti sostenuti di 107 km/h sono stati registrati a Mobile (Alabama), e un'onda di tempesta alta approssimativamente 3,7 metri. L'onda ha causato significativi danni inondando diversi chilometri nell'entroterra lungo la Mobile Bay. Quattro tornado sono stati registrati in Alabama. Imbarcazioni, impianti di trivellazione e pontili sono stati spazzati via lungo la Mobile Bay: la nave cargo M/V Caribbean Clipper e numerose barche da pesca sono state portate sulla terraferma a Bayou La Batre.
Un impianto di trivellazione in costruzione lungo il Mobile River ha rotto gli ormeggi e si è spostato per 2 km verso nord prima di colpire l'Cochrane Bridge appena fuori Mobile. Il ponte non ha subito danni significativi ed è stato presto riaperto. I danni a Dauphin Island sono stati gravi, con l'onda che ha distrutto molte abitazioni ed ha ridisegnato un canale attraverso la parte occidentale dell'isola. Un impianto di trivellazioni offshore è stato portato sulla terraferma dell'isola. Come nel Mississippi, l'onda di tempesta ha causato una significativa erosione delle spiagge lungo la linea costiera dell'Alabama. Più di 600 000 persone sono rimaste senza energia elettrica in Alabama in seguito all'uragano Katrina e due persone sono morte in un incidente stradale nello Stato.
Lungo Florida Panhandle l'onda di tempesta è stata tipicamente alta 1,5 metri, mentre lungo la costa centro-occidentale della Florida c'è stata un'onda minore alta 0,3–0,6 m. A Pensacola (Florida), il 29 agosto sono stati registrati venti di 90 km/h, che hanno causato danni ad alcuni alberi e strutture; c'è stato una minima inondazione nel Panhandle. Ci sono state due decessi indirettamente causati da Katrina nella Contea di Walton in seguito ad un incidente stradale. Nel Florida Panhandle, 77 000 persone sono rimaste senza energia elettrica.

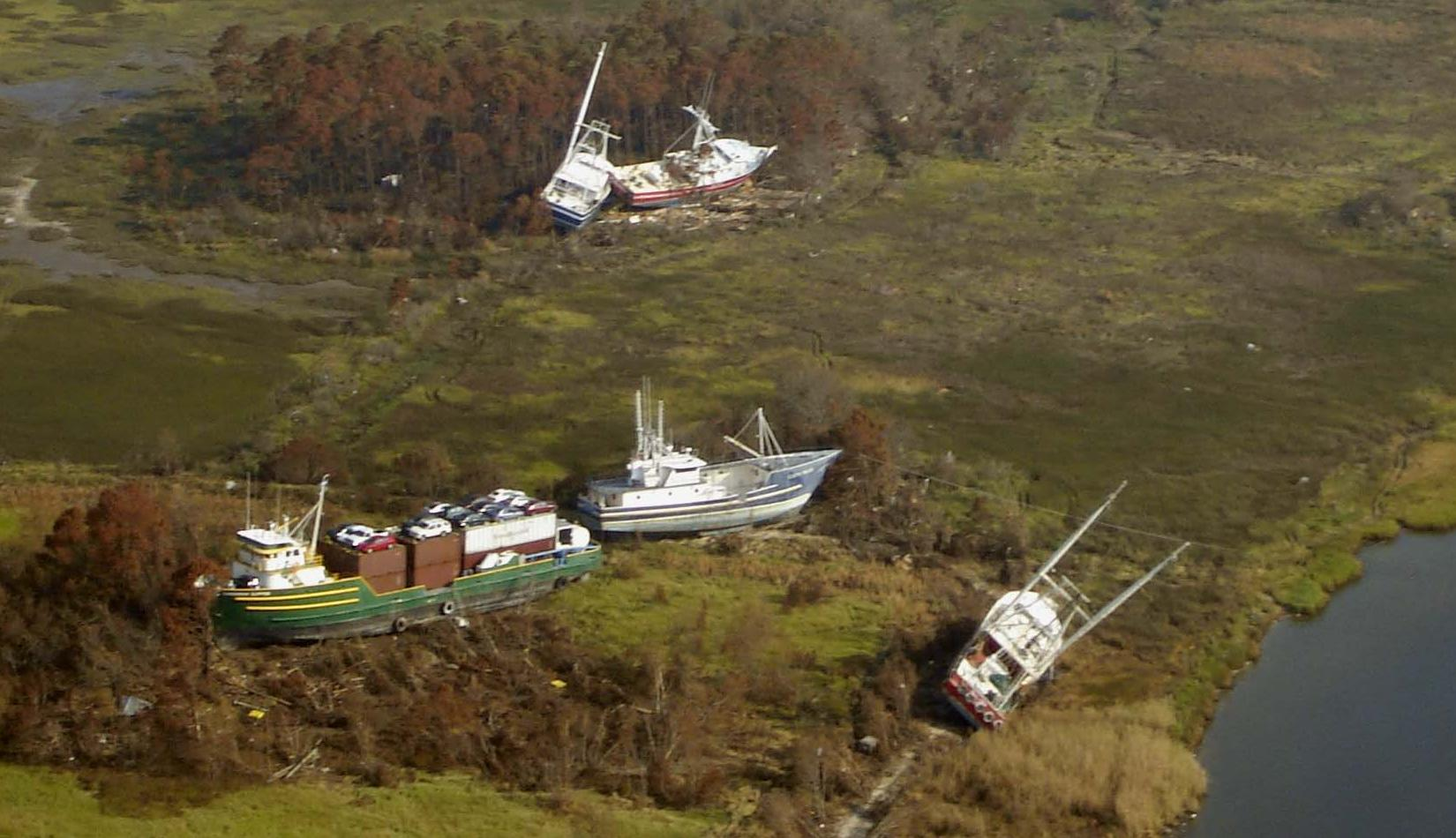
Bayou La Batre: nave cargo e barche da pesca portate sulla terraferma dalle acque

Il nord e il centro della Georgia sono stati colpiti da pesanti precipitazioni e forti venti dall'uragano Katrina, con un'onda di tempesta che è penetrata verso l'interno e 75 mm di pioggia in numerose aree dello Stato. Almeno 18 tornado si sono formati in Georgia il 29 agosto, il record per questo Stato per un giorno di agosto. Il più serio di questi tornado è stato un F2 che ha colpito le contee di Heard e Carroll causando tre feriti, un morto e diversi danni alle abitazioni. Inoltre, questo tornado ha distrutto numerosi allevamenti, uccidendo più di 140 000 galline. Gli altri tornado hanno causato significativi danni agli edifici ed alle fattorie. In aggiunta al decesso causato dal tornado F2, c'è stata un'altra morte in un incidente stradale.

### Canada e altri stati USA

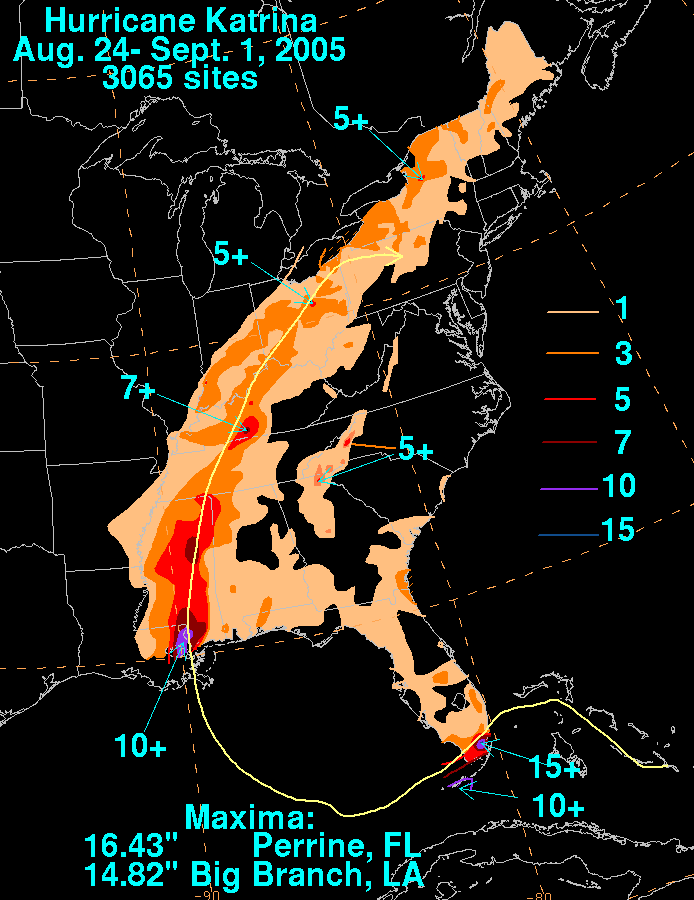
Precipitazioni totali di Katrina negli Stati Uniti. I dati per l'area di New Orleans non sono disponibili.

L'uragano Katrina si è indebolito muovendosi sulla terraferma, ma la forza delle folate dei venti della tempesta tropicale è stata registrata anche molto a nord, a Fort Campbell nel Kentucky il 30 agosto, e i venti hanno danneggiato alberi a New York. I residui della tempesta hanno portato alti livelli di precipitazioni in larga parte della parte orientale degli Stati Uniti, con pioggia in eccesso di 50 mm caduta in parti dei 20 stati. Un certo numero di tornado associati a Katrina si sono formati il 30 agosto e il 31 agosto, causando danni non gravi in diverse regioni. In totale, Katrina ha fatto formare 62 tornado in otto stati.
La parte orientale dell'Arkansas ha ricevuto solo piogge leggere dal passaggio di Katrina. I venti hanno abbattuto alcuni alberi e linee elettriche, ma i danni sono stati minimi. Nel Kentucky, una tempesta precedente aveva già prodotto allagamenti e precipitazioni, e Katrina si è aggiunto ad essa. In seguito all'inondazione, il governatore del Kentucky Ernie Fletcher ha dichiarato tre contee aree come disastrate ed ha chiesto lo stato di emergenza. Una persona è stata uccisa a Hopkinsville (Kentucky) e parte della scuola superiore è crollata. L'inondazione ha inoltre causato evacuazioni nel Virginia Occidentale e nell'Ohio, dove le piogge hanno portato indirettamente a due decessi. Katrina ha anche causato numerose interruzioni di corrente elettrica in molte aree, con oltre 100 000 persone interessate in Tennessee, principalmente nelle aree di Memphis e Nashville.
I residui di Katrina sono stati assorbiti da un nuovo ciclone ad est attraverso la Pennsylvania. Questo secondo ciclone ha proseguito a nord colpendo il Canada il 31 agosto. In Ontario ci sono stati poche isolate notizie di pioggia in eccesso di 100 mm e di danni provocati da alberi caduti. Un'inondazione è avvenuta anche in Ontario e Québec, isolando alcuni villaggi remoti in Québec.

## Conseguenze

### Effetti sull'economia
Gli effetti sull'economia della tempesta sono stati di vasta portata. Ad aprile 2006, l'amministrazione Bush ha chiesto 105 miliardi di dollari per le riparazioni e la ricostruzione nella regione coinvolta, senza contare i danni all'economia causati dall'interruzione delle forniture di petrolio, dalla distruzione delle infrastrutture autostradali della Costa del Golfo e dalla riduzione delle esportazioni di prodotti come il grano. Katrina ha danneggiato o distrutto 30 piattaforme petrolifere e causato la chiusura di 9 raffinerie; la riduzione totale della produzione di petrolio dal Golfo del Messico in sei mesi è stata approssimativamente del 24% sulla produzione annua e la riduzione della produzione di gas naturale per lo stesso periodo è stata del 18%. Anche l'industria del taglio e trasporto del legname nel Mississippi è stata colpita, con 5 300 km² di terreni boschivi distrutti. Le perdite totali per l'industria del taglio e trasporto del legname è calcolata in circa 5 miliardi di dollari. Inoltre, centinaia di migliaia di residenti locali sono rimasti senza lavoro, cosa che ha avuto un effetto negativo sul pagamento delle tasse ai governi locali. Prima dell'uragano, la regione finanziava approssimativamente un milione di attività non legate all'agricoltura e all'allevamento, 600 000 delle quali a New Orleans; è stato stimato, che l'impatto economico totale in Louisiana e Mississippi ha superato i 150 miliardi di dollari.
Katrina ha ridistribuito più di un milione di persone dalla Costa del Golfo centrale ad altre parti degli Stati Uniti, diventando la più grande diaspora nella storia del Paese. Houston, in Texas, ha avuto un incremento di 35 000 persone; Mobile, in Alabama, di oltre 24 000; Baton Rouge, in Louisiana, di oltre 15 000; e Hammond, in Louisiana ha accolto oltre 10 000 persone, quasi raddoppiando la sua dimensione. Chicago ha ricevuto oltre 6 000 persone, il numero più alto fra le città non del sud. A gennaio 2006, circa 200 000 persone vivono ancora a New Orleans, meno della metà della popolazione esistente prima della tempesta. Al 1º luglio 2006, quando le nuove stime della popolazione erano calcolate dal United States Census Bureau, lo Stato della Louisiana ha mostrato una riduzione della popolazione di 219 563, o il 4,87%. Inoltre, alcune compagnie di assicurazione hanno smesso di assicurare i proprietari delle case nell'area colpita a causa dell'alto rischio di perdite dovute all'uragano Katrina e all'uragano Rita, o hanno alzato i premi assicurativi per coprire i propri rischi.

### Effetti sull'ambiente

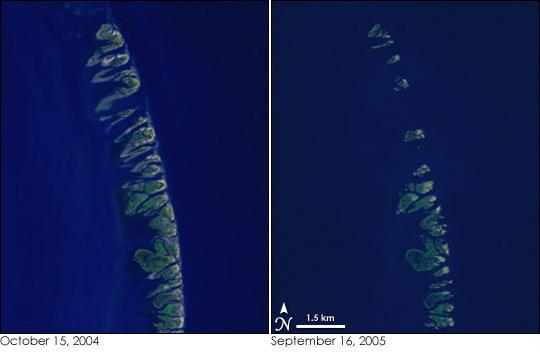
Chandeleur Islands, prima di Katrina (a sinistra) e dopo (a destra), mostra l'impatto della tempesta lungo le aree costiere

Katrina ha avuto un profondo impatto sull'ambiente. L'onda di tempesta ha causato una sostanziale erosione delle spiagge, in alcuni casi devastando completamente le aree costiere. A Dauphin Island, approssimativamente 150 km a est del punto in cui l'uragano è approdato, la sabbia che forma i banchi di sabbia è stata trasportata attraverso l'isola nel Mississippi Sound, spingendo l'isola verso la terraferma. L'onda di tempesta e le onde causate da Katrina hanno anche cancellato le Chandeleur Islands, già colpite dall'uragano Ivan l'anno precedente.
Le terre che sono state distrutte erano anche zone di riproduzione per mammiferi marini, pellicani marroni, tartarughe e pesci, oltre che per specie migratorie come il moriglione testarossa. In tutto, circa il 20% delle paludi locali sono state permanentemente sommerse dall'acqua come risultato della tempesta.
Katrina ha anche forzato la chiusura di 16 National Wildlife Refuge (aree protette); tra queste, il Breton National Wildlife Refuge ha subito il maggior numero di danni, con metà della sua superficie spazzata via. Come conseguenza, l'uragano ha avuto effetto sugli habitat di tartarughe marine, gru canadesi del Mississippi, picchi a faccia bianca e topi di mare dell'Alabama.
Infine, come parte delle operazioni di pulizia, le acque dell'inondazione che ricoprivano New Orleans sono state pompate nel lago Pontchartrain, un processo che ha richiesto 43 giorni per essere completato. Queste acque residue contenevano un mix di acque di scarico, batteri, fitofarmaci, composti chimici tossici e circa 24,6 milioni di litri di petrolio, che ha causato preoccupazioni nella comunità scientifica in seguito all'elevato numero di pesci morti.

### Saccheggi e violenza

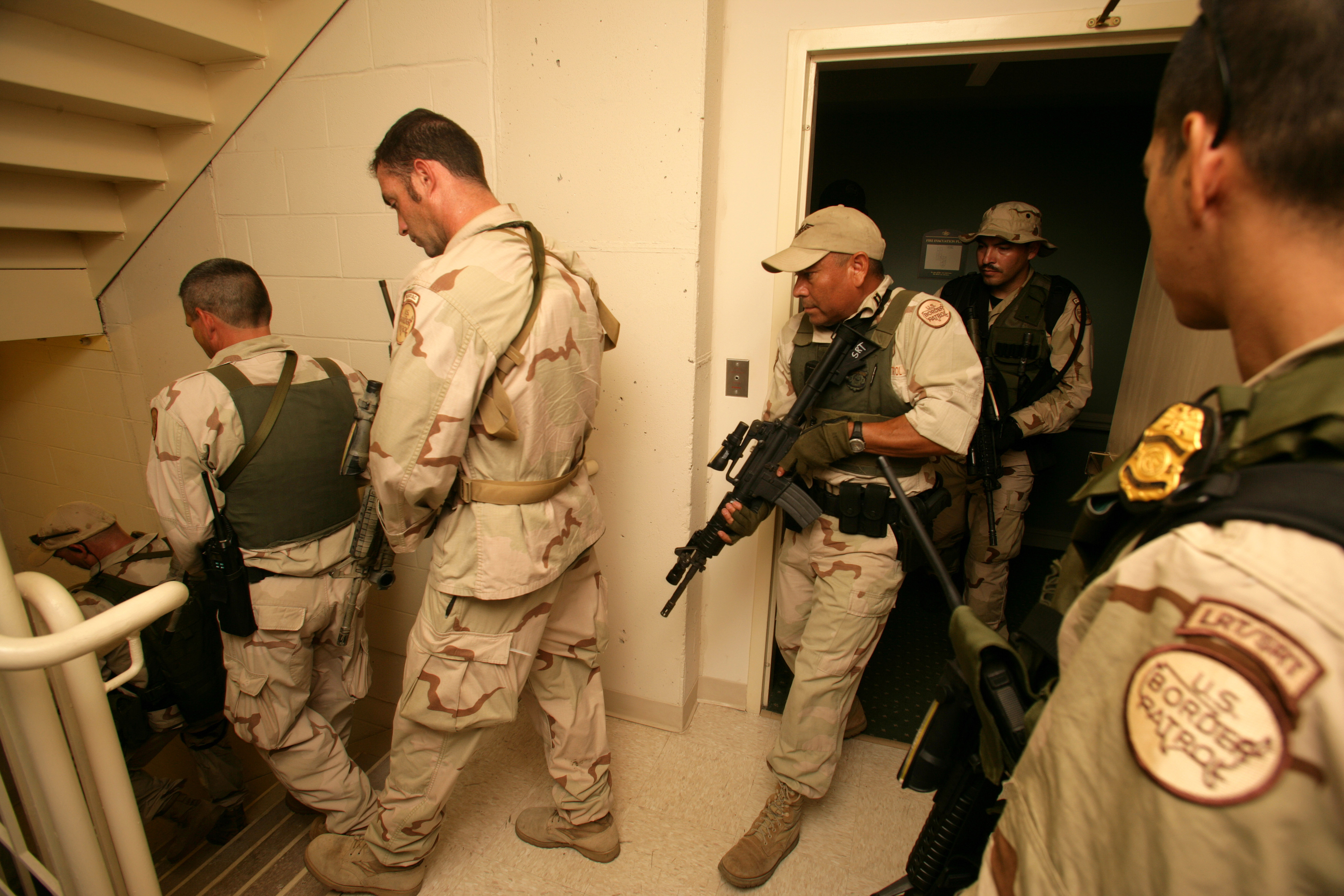
Una squadra speciale di pronto intervento della United States Border Patrol setaccia un hotel di New Orleans stanza per stanza in seguito all'uragano Katrina

Subito dopo che l'uragano si è spostato, il 30 agosto 2005, alcuni residenti di New Orleans rimasti in città hanno cominciato a saccheggiare i negozi. Molti erano alla ricerca di cibo e acqua non disponibili, ma anche di beni non essenziali.
Resoconti di furti, omicidi e stupri a New Orleans erano le principali notizie. Diversi mass media in seguito hanno stabilito che la maggior parte dei resoconti erano basati su voci infondate. Migliaia di truppe della Guardia Nazionale statunitense e federali sono state mobilitate e inviate in Louisiana insieme ad agenti delle forze di polizia locali in funzione di delegati. "Hanno M16 e sono pronti e carichi. Queste truppe sanno come sparare e uccidere e mi aspetto che lo facciano", ha dichiarato il governatore della Louisiana Kathleen Blanco. Il membro del Congresso Bill Jefferson (D-LA) ha dichiarato ad ABC News: "C'erano sparatorie in corso. C'era cecchinaggio continuo. Entro la prima settimana di settembre, la legge e l'ordine erano stati gradualmente ristabiliti in città". Sono avvenute diverse sparatorie tra la polizia e i residenti, incluso il fatale incidente al Danziger Bridge.
Nell'area colpita sono stati eseguiti alcuni arresti, anche vicino al New Orleans Convention Center. Una prigione temporanea di gabbie costituite da catene è stata costruita nella stazione ferroviaria della città.
In Texas, dove si trovavano più di 300 000 evacuati, i pubblici ufficiali locali hanno condotto 20 000 controlli di sicurezza sugli evacuati, oltre che sugli operatori che prestavano soccorso e sulle persone che aprivano loro le proprie case. Molti dei controlli hanno riscontrato poco di cui preoccuparsi. Il numero degli omicidi a Houston dal settembre 2005 al 22 febbraio 2006 è aumentato del 23% rispetto allo stesso periodo dell'anno precedente; 29 dei 170 omicidi ha riguardato abitanti della Louisiana come vittime o come sospettati.

### Ritiro del nome
A causa dell'alto numero di vite perse e dell'elevata quantità di danni provocati lungo la Costa del Golfo, il nome Katrina è stato ufficialmente ritirato il 6 aprile 2006 dall'Organizzazione meteorologica mondiale in seguito alla richiesta del governo statunitense. È stato sostituito con Katia nella lista III della lista dei nomi degli uragani atlantici, che è stato utilizzato nella stagione degli uragani atlantici 2011.